# John Sturges
John Sturges (Oak Park, 3 gennaio 1910 – San Luis Obispo, 18 agosto 1992) è stato un regista, montatore e produttore cinematografico statunitense.

## Biografia
Come cineasta esordì nell'immediato dopoguerra dopo una lunga gavetta soprattutto nel montaggio. Nella sua lunga carriera, durata l'arco di un trentennio, dimostrò di essere un grande esperto soprattutto nel girare film d'azione ed in particolare i western. La critica lo ha sempre considerato un solido ed esperto mestierante.
Al suo attivo alcune pellicole che sono state grandi successi ed hanno fatto la storia del cinema hollywoodiano: Sfida all'O.K. Corral (1957), I magnifici sette (1960) e La grande fuga (1963). Ma tutti i suoi lavori sono comunque caratterizzati da un'onesta professionalità di base ed abilità nell'uso dello spazio filmico.
Ebbero minore successo di pubblico ma erano ottimi film in particolare L'assedio delle sette frecce (1953), Giorno maledetto (1955) che gli valse la candidatura al premio Oscar per la miglior regia e Il vecchio e il mare (1958).

## Filmografia

### Regista
- Keeper of the Bees (1947)
- Il segno del capricorno (The Sign of the Ram) (1948)
- Le colline camminano (The Walking Hills) (1949)
- All'alba giunse la donna (The Capture) (1950)
- Il messicano (Right Cross) (1950)
- La strada del mistero (Mystery Street) (1950)
- Omertà (The People Against O'Hara) (1951)
- La dama bianca (The Girl in White) (1952)
- L'assedio delle sette frecce (Escape from Fort Bravo) (1953)
- La marea della morte (A Woman in Jeopardy) (1953)
- Il tesoro sommerso (Underwater!) (1955)
- Giorno maledetto (Bad Day at Black Rock) (1955)
- Duello di spie (The Scarlet Coat) (1955)
- La frustata (Backlash) (1956)
- Sfida all'O.K. Corral (Gunfight at the O.K. Corral) (1957)
- Sfida nella città morta (The Law and Jake Wade) (1958)
- Il vecchio e il mare (The Old Man and the Sea) (1959)
- Sacro e profano (Never So Few) (1959)
- Il giorno della vendetta (Last Train from Gun Hill) (1959)
- I magnifici sette (The Magnificent Seven) (1960)
- Ossessione amorosa (By Love Possessed) (1961)
- Tre contro tutti (3 Sergeants) (1962)
- Una ragazza chiamata Tamiko (A Girl Named Tamiko) (1962)
- La grande fuga (The Great Escape) (1963)
- La carovana dell'alleluja (The Hallelujah Trail) (1965)
- Stazione 3: top secret (The Satan Bug) (1965)
- L'ora delle pistole (Hour of the Gun) (1967)
- Base artica Zebra (Ice Station Zebra) (1968)
- Abbandonati nello spazio (Marooned) (1969)
- Joe Kidd (1972)
- Valdez, il mezzosangue, firmato insieme a Duilio Coletti (1973)
- È una sporca faccenda, tenente Parker! (McQ) (1974)
- La notte dell'aquila (The Eagle Has Landed) (1977)

### Montatore
- Gunga Din, regia di George Stevens (1939)
- Non desiderare la donna d'altri (They Knew What They Wanted), regia di Garson Kanin (1940)